# Les Pierres de Lecq
Les Pierres de Lecq (Jèrriais: Les Pièrres dé Lé) of de Paternosters zijn een groep onbewoonbare rotsen of riffen tussen Jersey en Sark, 16 km ten noorden van Grève de Lecq in Saint Mary, en 22.4 km ten westen van Cotentin in Normandië.
Bij hoog tij zijn drie rotsen zichtbaar: L'Êtaîthe (oostelijk), La Grôsse (de grootste) en La Vouêtaîthe (westelijk). Dit gebied kent een van de hoogste getijdeverschillen in de wereld, soms meer dan 12 meter.
De naam Paternosters is afkomstig van een legende die te maken heeft met de kolonisatie van Sark in de 16e eeuw. Volgens deze legende liep een schip met vrouwen en kinderen aan de grond op het rif en nog steeds kunnen hun klaagzangen gehoord worden in de wind. Bijgelovige zeemannen bidden het Onze Vader als ze de rotsen passeren. Paternoster is de Latijnse naam voor het Onze Vader. De rotsen zijn erkend door de Conventie van Ramsar en behuizen een aantal dolfijnachtigen. 

## Namen van de rotsen
De namen in het Jèrriais
- L'Êtchièrviéthe
- La Rocque du Nord
- L'Êtaîse of L'Êtaîthe
- Lé Bel
- Lé Longis
- La P'tite Mathe
- La Grôsse  (Grote Rots)
- La Grand' Mathe
- La Greune dé Lé, of La Bonnette
- La Greune du Seur-Vouêt
- L'Orange
- La Vouêtaîse, La Vouêtaîthe, of La Vouêt'rêsse
- La Cappe
- La Douoche
- Lé Byi
- La Rocque Mollet
- L'Êtché au Nord-Vouêt
- La Galette
- La Briarde
- La Sprague
- La Niêthole Jean Jean of Lé Gouoillot